# Olivier Mériel
Pour les articles homonymes, voir Mériel (homonymie).
Olivier Mériel, né le 20 septembre 1955  à Saint-Aubin-sur-Mer, est un photographe français.
Il pratique depuis presque 40 ans la photographie noir et blanc argentique à l’aide de chambres photographiques grands formats. Ses photographies de paysage sont des tirages contact noir et blanc réalisés à la chambre avec des temps de pose très longs.

## Engagement artistique
La photographie est pour Olivier Mériel un engagement artistique profond. L’art est la métaphysique de l’homme.
Son travail repose depuis toujours sur le dialogue entre l’ombre et la lumière. Olivier Mériel n’est pas à la recherche de sujets spectaculaires. Les siens sont simples, intérieurs, des paysages inhabités... Mais en apparence, car dans son travail un mystère est là, on ne sait pas si on est dans le réel ou l’irréel, et on peut très bien glisser dans l’un ou dans l’autre.
C’est l’espace intérieur qui lui permet de communier avec l’invisible. Une fois que la prise de vue est faite, il regagne sa chambre noire pour retrouver la lumière. Pour lui, la recherche en laboratoire est fondamentale : elle va parachever sa recherche de la lumière. Il voit cela d’un point de vue musical, le négatif étant la partition, et le tirage l’interprétation.
Son travail a fait l’objet de nombreuses parutions et expositions en France et à l’étranger (sur l’Irlande, l’Islande, l’Écosse, la Normandie, la Sicile, la Toscane, la Norvège, les Îles anglo-normandes, la Serbie…).

## Ouvrages
- Le Carreau de Soumont, Soumont-Saint-Quentin, 1990
- Dans l'intimité de Victor Hugo à Hauteville House, Paris, 1998  (ISBN 2879004136)
- Un archipel, les Îles Lofoten, Marseille / Caen, Images en manœuvre éd. Artothèque de Caen, coll. « Photographie », 1999 (ISBN 978-2-908445-35-0)
- Havres, grèves & mielles, Marseille, 2000  (ISBN 2-908445-38-7)
- Benjamin Perez, Mines de Soumont : un patrimoine, un projet, Saint-Germain-le-Vasson, Association Mémoires de fer, 2000, 15 p. (ISBN 2-911855-28-0)
- Le Bessin : demeures, paysages et légendes, Marseille, 2001  (ISBN 2908445603)
- Lumières d'ombres, l'itinéraire du littoral normand, Marseille, 2001  (ISBN 2-908445-54-9)
- Regard photographique sur Trouville, Cabourg, 2002  (ISBN 2911855442)
- La côte des Isles, La Chapelle-Urée, Normandie terre des arts, 2004 (ISBN 2-909713-09-1)
- Les petits mystères, Marseille, Images en manœvres/Phocal, 2004 (ISBN 2-84995-012-2)
- avec Nicole Nitot, Juno Beach : 6 juin 1944, Les Cahiers du temps, 2004  (ISBN 2911855647)
- Secrets du pays d'Ouche, Nazraeli Press, Tucson (Arizona), 2004  (ISBN 1590050940)
- Cannes, lumière blanche, Marseille, 2005  (ISBN 2-8499-5057-2)
- Le Havre, entre réel et imaginaire, Cabourg, 2005  (ISBN 2-911855-80-9)
- Dominique Mas, Le pont tournant de Dieppe, Cabourg, Cahiers du temps, coll. « Objectif patrimoine », 2005, 16 p. (ISBN 2-911855-71-X)
- Stations ferroviaires de la Côte Fleurie, Les Cahiers du temps, 2005  (ISBN 2911855825)
- Natures silencieuses, Milan / Paris, 5 continents diff. Seuil, 2006 (ISBN 978-88-7439-302-2)
- Perspectives ferroviaires, Cabourg, Cahiers du temps, 2007 (ISBN 978-2-35507-000-6)
- Laura Serani, Toscane, Cabourg, Cahiers du temps, 2009, 63 p. (ISBN 978-2-35507-018-1)
- (en) Olivier Mériel : lumière argentique, Cabourg, Cahiers du temps, 2010 (ISBN 978-2-35507-027-3)

## Expositions
- 1997 : Entre terre et mer, des rives de Seine aux rivages de Haute-Normandie, Galerie du Centre Photographique de Normandie, Rouen[5]
- 2010 : Olivier Mériel, Lumière argentique - Sur les traces de l’impressionnisme en Normandie, Musée des impressionnismes Giverny[6]
- 2015 : Olivier Mériel, Festival Photofolies, Rodez[7]